# Exorista curriei
Exorista curriei là một loài ruồi trong họ Tachinidae.